# Fiat Serbia
Фијат Србија (раније „Фијат аутомобили Србија“ (ФАС) од 2008. до 2014. године, затим „ФЦА Србија“ (ФЦАС) до 2021.) је српска аутомобилска компанија производно предузеће са седиштем у Крагујевцу, Србија. Реч је о заједничком улагању (ЈВ) између бивше компаније Фијат Крајслер аутомобили (ФЦА), спојеног са Стелантисом 2021. године, која поседује 67% пословања, и Републике Србије која је власник остатка.
Седиште компаније и фабрика за монтажу налазе се на истој некадашњој локацији Застава аутомобила (1953–2008) – 112 км јужно од Београда на реци Лепеници у централној Шумадији. Тешко оштећена током НАТО бомбардовања Југославије, фабрика је потпуно реновирана и модернизована, поново отворена у априлу 2012. као једна од најсавременијих европских фабрика аутомобила.
Операција тренутно има око 2.000 запослених и блиско сарађује са 15 других компанија и добављача компоненти, од којих се многи налазе у суседном парку добављача у Грошници — са комбинованом радном снагом од око 6.000 повезаних са производњом у Фијату Србија. Фабрика производи око 400 аутомобила дневно.
ЈВ је највећа страна индустријска инвестиција у Србији и као највећи извозник у земљи, са извозом вредним милијарду евра (1,1 милијарду долара) у 2016.
Управо ова Фабрика производи Фијат 500Л, градски минивен са петоро врата, пет путника, предњим мотором, погоном на предње точкове и високим кровом, који Стелантис пласира на глобално тржиште у више од 100 земаља -— са значајним изузетком Русије. До почетка 2018. производња је премашила 500.000 јединица.

## Позадина
Крагујевачка фабрика је од 1955. до 1999. производила Застава аутомобиле под маркама Застава, Југо и Фијат. Централна шумадијска област Србије била је тешко погођена распадом Југославије 1990-их, као и ратом који је уследио и његовим санкцијама. Зграде фабрике су тешко оштећене 1999. године у НАТО бомбардовању Југославије.
Почетком 2000-их, аутомобилске компаније почеле су да отварају нове производне погоне у оближњој Мађарској, Румунији, Словачкој и Словенији — представљајући брендове укључујући Ауди, Мерцедес Бенц, Форд, Рено и Сузуки. Трошкови производње у Србији пројектовани су на петину трошкова у Италији и половину у Пољској.
У априлу 2008. Фијат је постигао договор о куповини оштећене фабрике у Крагујевцу, те исте године завршио заједничко предузеће са Републиком Србијом и преименовао компанију Фијат аутомобили Србија (ФАС).
Фијат је обећао 700 евра милиона у замену за 67 одсто удела у компанији (тада у власништву државе) и додатних 100 евра милионске инвестиције Владе Републике Србије. То је касније повећано на 300 евра милиона. Фијат се обавезао да неће отпуштати радна места и да ће исплатити заостале исплате плата, рекавши да ће фабрика постати наменска Фијатова производна локација са максималним производним капацитетом од 330.000 јединица.
На крају, финансирање се састојало од улагања Владе Србије од више од 300 евра милиона, делимично финансиран из кредита од 500 евра милиона евра кредита Европске инвестиционе банке уз гаранције Републике Србије за 300 милиона евра, а 200 милиона евра милиона исте кредитне линије за коју гарантује Услуге осигурања спољне трговине (САЦЕ, Скраћеница на италијанском).
Док уговор о заједничком улагању није објављен, Фијат је изузет од пореза на доходак запослених и доприноса за социјално осигурање, пореза на добит Србије 10 година од прве године и пореза на имовину, између осталог.
У 2013. плате у Фијату биле су једна петина италијанских плата и једна трећина плата у Пољској. Крагујевац такође нуди повољне саобраћајне везе и близину европског тржишта. Северноамерички модели се извозе жељезницом и бродом из луке Бар, Црна Гора.
Када је ФАС 2014. године постао подружница Фијат Крајслер аутомобила, фабрика је преименована у ФЦА Србија (ФЦАС).
Првобитни уговор о заједничком улагању између Србије и Фијата је истекао 31. децембра 2018, али је обновљен. У 2018. години, ФЦА Србија је била други највећи (бруто) извозник из Србије, са 714,1 евра — иза ХБИС групе, власника Железаре Смедерево.
2021. године, након спајања ФЦА у Стелантис, српска компанија је преименована у Фијат Србија.

## Фабрика
У периоду од 2010. до 2012. године, Фијат Крајслер Аутомобили и Влада Србије уложили су више од 500 милиона евра и провели три године у унапређењу инфраструктуре фабрике, рестаурацији њених зграда, развоју нових производних одељења и уградњи најсавременијих машина и производних система.
Реновирана фабрика у Крегујевцу обухвата укупно 51 зграду  и пет примарних процесних зграда — са површином од приближно 220.000 квадратних метара  која покрива више од 140 хектара  у близини реке Лепенице.
Реновирање је укључивало архитектонске, структуралне, геотехничке, механичке и електричне радове, као и пројектовање јавног здравља, сеизмичко ретрофитирање, дизајн резервоара за течност и дизајн моста са носачима цеви. Нови посао укључивао је садњу 1.000 аутохтоних стабала у фабричком подручју и стварање био-језера у којем се налази неколико угрожених врста.
У 2013. фабрика је запошљавала 3.800 радника просечне старости од 30 година, и укључује стандарде „Производња светске класе“ на сребрном нивоу.
Седиште Фијата (зграда 18Ц) има музеј у приземљу, сталну поставку која наглашава историју локалитета и Крагујевца — заједно са академијом за обуку, као и корпоративне и производне канцеларије. У оближњој згради налази се вртић (обданиште) за породице запослених.
Колоцирани Грошница Суплајер Парк  укључује под-заводе за Магнети Марели (браници, спојлери, издувни системи и катализатори), Џонсон Контролс ММ (инструменталне плоче, унутрашњост, унутрашњи делови и пластични делови), Драклмаиер (електрика), са другим постројењима у близини, укључујући Адајент (седишта), ПМЦ (системи вешања, штанцани лимови и склопови шасије), СИГИТ (гумени и пластични делови) као и ХТЛ.

## Отпуштање, штрајк и паузе
У јуну 2016. године, Фијат Србија је отпустио скоро 30 одсто своје радне снаге и завршио једну од три смене. Тада је фабрика запошљавала 3.100 са до 900 радника по смени. Европска продаја 500Л пала је за 16 одсто у првом кварталу 2016. године.
Дана 27. јуна 2017, после дводневних протеста, 90% радника у Фијату Србија започело је штрајк који је окончан нешто више од две недеље касније. Радници су тражили повећање сатнице са 2 на 2,40 евра, исплаћени прековремени рад, укидање отказа, реорганизацију рада и накнаду за смене које почињу или завршавају ноћу, од 22 до 5 часова, када не ради јавни превоз. не ради. Штрајк су подржала два синдиката, Аутономни синдикат металаца Србије (АСМС) и Синдикат радника индустрије, енергетике и рударства ГС ИЕР Независност. Штрајком је заустављена производња у фабрици од 440 аутомобила дневно.
До краја марта 2018. године, Фијат Србија је прошао четири затварања фабрике да би се придружио тражењу понуда — последња суспензија од 23. марта до 3. априла 2018. (од априла 2018.).
У мају 2022. године, менаџмент Фијата је најавио да намерава да затвори и реновира фабрику како би се производио нови електрични аутомобил почевши од 2024. године. До тада је радницима нуђено да се преселе у фабрику Фијата у иностранству (Италија, Немачка, Пољска, Словачка), где могу да зараде три пута више, или да прихвате отпремнину.